# Pontelhs e Bresís
Pontelhs e Bresís (en francès Ponteils-et-Brésis) és un municipi francès situat al departament del Gard i a la regió d'Occitània.